# Kepler-27
Kepler-27, även känd som KOI-841, är en ensam stjärna i mellersta delen av stjärnbilden Svanen, inom synfältet för Keplerteleskopet. Den har en skenbar magnitud av ca 15,86 och kräver ett kraftfullt teleskop för att kunna observeras. Baserat på parallax enligt Gaia Data Release 3 på ca 0,93 mas beräknas den befinna sig på ett avstånd av ca 3500 ljusår (ca 1080 parsec) från solen.

## Egenskaper
Kepler-27 är en gul till vit stjärna i huvudserien av spektralklass G5 V. Den har en massa av ca 0,9 solmassa och utsänder energi från dess fotosfär motsvarande ca 0,59 gånger solen vid en effektiv temperatur av ca 5 400 K.

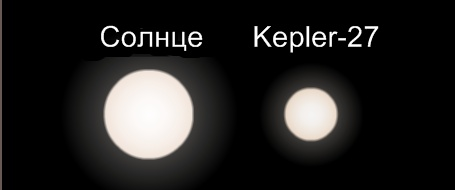
Kepler-27 jämförd med solen

## Planetsystem
Planetsystemet Kepler-27 som består av två små gasjättar på excentriska banor upptäcktes i slutet av 2011. Exoplaneterna Kepler-27 b och Kepler-27 c har jämviktstemperatur på 610 K respektive 481 K. År 2021 bekräftades en tredje exoplanet i storlek under Neptunus i en omloppsbana närmare än de andra två planeterna.
| Planet | Massa             | Halv storaxel (AE) | Siderisk omloppstid (d) | Excentricitet | Inklination | Radie            |
| ------ | ----------------- | ------------------ | ----------------------- | ------------- | ----------- | ---------------- |
| d      | -                 | -                  | 6,54629                 | -             | -           | 0,2414 RJ        |
| b      | 0,1320 ± 0,018 MJ | 0,118              | 15,3348                 | -             | -           | 0,522 ± 0,024 RJ |
| c      | 0,0670 ± 0,011 MJ | 0,191              | 31,3309                 | -             | -           | 0,640 ± 0,029 RJ |